# Fakultet dramskih umetnosti
Die Fakultet dramskih umetnosti (serbisch für Fakultät für Dramakünste) wurde 1948 in Belgrad als Akademija za pozorišnu umetnost (Akademie für Theaterkunst) in Jugoslawien gegründet. 1950 wurde ihr die Filmhochschule angegliedert.
Am 12. Februar 1949 begann der Unterricht an der Akademie. Die ersten Professoren für Schauspiel waren Mata Milošević und Jozo Laurenčić mit ihren Assistenten Miroslav Belović, Stevo Žigon und Soja Jovanović. Die Professoren für Regie waren Bojan Stupica und Hugo Klein. Der erste Rektor und Dekan war Dušan Matić.
Anfang der 1960er Jahre wurden neue Fachbereiche eröffnet und die Akademie 1962 in Akademija za pozorište, film, radio i televiziju umbenannt. 1973 bekommt sie die heutige Bezeichnung Fakultet dramskih umetnosti. 1974 wird das neue Gebäude der Fakultät im Ortsteil Novi Beograd eingeweiht.
Zum fünfzigjährigen Bestehen der Fakultät erhielt diese 1998 den Vuk-Preis, die höchste Auszeichnung für jugoslawische Kultur.
Die Fakultät hat heute neun Fachbereiche: Schauspiel, Theater- und Radioregie, Dramaturgie, Kultur-Management, Film- und Fernsehregie, Film- und Fernsehproduktion, Kamera, Film- und Fernsehschnitt und Tonbearbeitung.